# Guilielmus Xylander
Guilielmus Xylander, noto anche come Wilhelm Holtzman e italianizzato in Guglielmo Xilandro (Augusta, 26 dicembre 1532 – Heidelberg, 10 febbraio 1576), è stato un umanista, filologo classico e traduttore tedesco.

## Biografia
Nato ad Augusta, studiò filologia classica, ebraico e filosofia all'Università di Tubinga; dal 1558 fu nominato successore di Jakob Micyllus nella cattedra di greco all'Università di Heidelberg e nel 1562 ottenne la cattedra di logica (publicus organi Aristotelici interpres) nella stessa università. A partire dal 1561 fu bibliotecario presso la Biblioteca palatina di Heidelberg.
Di fede protestante, Xylander era un convinto erastiano.
Xylander fu autore di numerosi lavori importanti, traduzioni in latino di Dione Cassio (1558), Plutarco (1560-1570) e Strabone (1571).
Curò (1568) l'edizione critica del De urbibus di Stefano di Bisanzio; della Periegesi della Grecia di Pausania (completata dopo la sua morte da Friedrich Sylburg, 1583); dei Colloqui con sé stesso di Marco Aurelio (1558), (editio princeps, basata su un manoscritto di Heidelberg oggi perduto); di Antonino Liberale, Flegonte di Tralles, e Antigono di Caristo - tutti paradossografi (1568) e della Σύνοψις ἱστοριῶν di Giorgio Cedreno (1566). Tradusse in tedesco i primi sei libri degli Elementi di Euclide e in latino l'Arithmetica di Diofanto, e il De quattuor mathematicis scientiis di Michele Psello.

## Opere
- Marcus Aurelius, De seipso, seu vita sua, libri XII, Graece & Latine nunc primum editi, Guilielmo Xylandro Augustano interprete, qui etiam annotationes adiecit, Tiguri (Zürich), apud Andream Gesnerum (Andreas Gessner), 1558.